# Total arbetslöshet
Total arbetslöshet utgörs av det totala antalet arbetslösa. Vanligtvis betecknas denna grupp som U. U är då skillnaden mellan antalet personer i arbetskraften (L) och antalet sysselsatta (N). Om man vill uppskatta den totala arbetslösheten, lägger man samman antalet öppet arbetslösa med det antal som befinner sig i olika typer av arbetsmarknadsåtgärder.
I den totala arbetslösheten räknas vanligen alla arbetslösa mellan 15 och 74 år.
Formeln för Total arbetslöshet: {\displaystyle U=L-N}